# Soucé

Soucé este o comună în departamentul Mayenne, Franța. În 2009 avea o populație de 195 de locuitori.